# Sand Hill River (Canada)
De Sand Hill River is een 85 km lange rivier in de Canadese provincie Newfoundland en Labrador. De rivier bevindt zich in het oosten van het schiereiland Labrador. 

## Geografie
De rivier ontspringt op ca. 370 m hoogte in het heuvelachtige en onbewoonde binnenland van de regio Labrador, op zo'n 40 km ten zuiden van de Sandwich Bay. De Sand Hill River stroomt eerst zo'n 25 km in noordelijke richting, waarna hij naar het oosten toe draait. Hij houdt ook die richting zo'n 25 km aan, om daarna finaal een noordoostelijke stroomrichting aan te nemen. De benedenloop van de rivier doorkruist een aantal naamloze meren, waaronder een vrij groot vlak voor de monding in zee. Na in totaal 85 km mondt de Sand Hill River uit in de Sand Hill Cove, een kleine baai van de Labradorzee. Net voorbij de monding ligt de verlaten nederzetting Sand Hill.
De Sand Hill River heeft naast tientallen kleine zijriviertjes ook één grote zijrivier, namelijk de Northwest Tributary. Zij vormen allen tezamen een stroomgebied met een oppervlakte van 1142 km².
De monding ligt zo'n 45 km ten oostzuidoosten van Cartwright, de dichtstbijgelegen permanent bewoonde plaats.

## Vissen
In de Sand Hill River komen onder meer de Atlantische zalm, trekzalm en Amerikaanse paling voor. Kleinere vissoorten die in de rivier leven zijn de Amerikaanse rivierharing, driedoornige stekelbaars, tiendoornige stekelbaars, Catostomus commersonii en Osmerus mordax.